# Donkey Kong Barrel Blast
Donkey Kong Barrel Blast, conhecido como Donkey Kong Jet Race nas regiões PAL e Donkey Kong Taru Jet Race (ドンキーコング たるジェットレース) no Japão, é um jogo eletrônico de corrida desenvolvido pela Paon e publicado pela Nintendo em 2007 para o Wii. Foi anunciado em 9 de maio de 2006 em uma convenção da E3. Em 14 de setembro de 2006 o jogo apareceu na lista japonesa de jogos a ser lançado para o Wii. O jogo teria uma versão para o Nintendo GameCube, mas ela foi cancelada. O codinome do jogo era DK Bongo Blast, o nome foi alterado para o lançamento fora do Japão.

## Jogabilidade
Barrel Blast é um jogo de corrida onde o jogador pode lidar com o personagem selecionado usando o Wii Remote e o Nunchuk, substituindo os DK Bongos, que inicialmente eram para ser usados. Para acelerar, o jogador deve agitar o Wii Remote e o Nunchuk, alternativamente, levantá-los simultaneamente para saltar e usar o sensor de movimento para bater os rivais e obstáculos e usando itens, enquanto que o personagem vai ser guiado por via das faixas, incluindo curvas de automático . Os jogadores podem aprender a corrida em escola de vôo do Cranky onde Cranky dá 8 lições sobre como jogar o jogo, aceleração, uso de elementos e selvagem Move.

## Recepção
Barrel Blast recebeu uma resposta negativa. O jogo também é muito humilde-rated, site da GameSpot e a IGN deu-lhe um 4,5 cada, e GamePro foi a mais dura, chamando-o pior jogo de 2007 [14] Baseado em 34 comentários, Barrel Blast recebeu uma Metascore de 46 de 100. de acordo com o Metacritic. [8] Um número de comentários lamentou a decisão de substituir o esquema de controle bongo com que o uso do Wii Remote, assim como os visuais descaradamente de última geração (apesar de ser inicialmente desenvolvido para o GameCube, portanto, os gráficos do jogo ). Ele foi criticado pela "slow racing, jogabilidade superficial, é uma experiência chata global" pela IGN. [13] site da GameSpot marcado o jogo uma taxa quinto Mario Kart clone. [11] A revisão Metacritic nominal mais alto, por Nintendo Power, chamou-um "piloto mundano". GameTrailers criticou o jogo para seus controles imprecisos, falta de modo online, eo fato de que os controles Bongo ficaram de fora do jogo, apesar do fato de que os controladores de GameCube são totalmente compatíveis com o Wii. Uma das poucas críticas positivas deste jogo foi apresentado na Wiiloveit.com, onde o jogo foi premiado com um 23/30. [15] Foi comentado que o jogo não oferecer uma experiência de fast-paced em um determinado ponto no jogo, "apesar do que os críticos estão levando as pessoas a acreditar". Ao mesmo tempo, reconheceu-se que a maioria das pessoas não iria além do início monótono, não conseguir ver tudo o que o jogo tem para oferecer.